# Slittino ai XXII Giochi olimpici invernali - Doppio
La gara di doppio di slittino ai XXII Giochi olimpici invernali si è disputata il 12 febbraio nella località di Krasnaja Poljana sulla pista Sanki.
La medaglia d'oro è stata vinta dai tedeschi Tobias Wendl e Tobias Arlt, campioni mondiali in carica. Al secondo posto si sono piazzati i fratelli austriaci Andreas e Wolfgang Linger, vincitori dell'oro a Vancouver 2010, mentre la medaglia di bronzo è andata ai lettoni Andris e Juris Šics, che nel 2010 erano arrivati secondi precedendo i tedeschi Patric Leitner e Alexander Resch.
In base a quanto previsto dal regolamento di qualificazione ai Giochi, potevano partecipare al massimo due doppi per ogni nazione e, tenendo conto di questo sistema di selezione, sono stati ammessi a gareggiare le prime 17 coppie classificate nella Coppa del mondo 2013/14 al 31 dicembre 2013, quando cioè erano state disputate le prime cinque tappe del circuito; inoltre era garantito un posto per un doppio russo, in qualità di nazione ospitante i Giochi. Oltre a ciò la FIL aveva la possibilità di assegnare altri 8 posti da suddividere nelle tre discipline del singolo uomini, singolo donne e del doppio, primariamente al fine di rendere possibile la partecipazione del maggior numero di nazioni alla gara a squadre.
La federazione ha assegnato quattro degli otto posti di cui sopra a Romania e Corea del Sud, per un totale di 40 partecipanti in rappresentanza di 13 nazioni.
Come anche nelle precedenti edizioni olimpiche, pur essendo la disciplina aperta a componenti di ambo i sessi, tutti i doppi in gara erano composti esclusivamente da uomini.

## Classifica di gara
| Pos. | Atleti                               | Nazione       | 1ª manche | 2ª manche | Totale   | Distacco |
| ---- | ------------------------------------ | ------------- | --------- | --------- | -------- | -------- |
|      | Tobias Wendl Tobias Arlt             | Germania      | 49”373    | 49”560    | 1'38”933 |          |
|      | Andreas Linger Wolfgang Linger       | Austria       | 49”685    | 49”770    | 1'39”455 | +0”522   |
|      | Andris Šics Juris Šics               | Lettonia      | 49”880    | 49”910    | 1'39”790 | +0”857   |
| 4    | Tristan Walker Justin Snith          | Canada        | 49”857    | 49”983    | 1'39”840 | +0”907   |
| 5    | Aleksandr Denis'ev Vladislav Antonov | Russia        | 49”936    | 50”013    | 1'39”949 | +1”016   |
| 6    | Christian Oberstolz Patrick Gruber   | Italia        | 49”976    | 50”043    | 1'40”019 | +1”086   |
| 7    | Ludwig Rieder Patrick Rastner        | Italia        | 50”064    | 49”975    | 1'40”039 | +1”106   |
| 8    | Toni Eggert Sascha Benecken          | Germania      | 50”274    | 49”944    | 1'40”218 | +1”285   |
| 9    | Vladislav Južakov Vladimir Machnutin | Russia        | 50”068    | 50”269    | 1'40”337 | +1”404   |
| 10   | Oskars Gudramovičs Pēteris Kalniņš   | Lettonia      | 50”388    | 50”074    | 1'40”462 | +1”529   |
| 11   | Christian Niccum Jayson Terdiman     | Stati Uniti   | 50”354    | 50”591    | 1'40”945 | +2”012   |
| 12   | Marián Zemaník Jozef Petrulák        | Slovacchia    | 50”548    | 50”409    | 1'40”957 | +2”024   |
| 13   | Lukáš Brož Antonín Brož              | Rep. Ceca     | 50”665    | 50”387    | 1'41”052 | +2”119   |
| 14   | Matthew Mortensen Preston Griffall   | Stati Uniti   | 50”637    | 51”066    | 1'41”703 | +2”770   |
| 15   | Patryk Poręba Karol Mikrut           | Polonia       | 51”010    | 51”170    | 1'42”180 | +3”247   |
| 16   | Marek Solčanský Karol Stuchlák       | Slovacchia    | 50”904    | 51”481    | 1'42”385 | +3”452   |
| 17   | Oleksandr Obolončyk Roman Zacharkiv  | Ucraina       | 51”795    | 51”233    | 1'43”028 | +4”095   |
| 18   | Park Jin-yong Cho Jung-ming          | Corea del Sud | 51”643    | 51”475    | 1'43”118 | +4”185   |
| 19   | Peter Penz Georg Fischler            | Austria       | 49”793    | 54”252    | 1'44”045 | +5”112   |

Data: Mercoledì 12 febbraio 2014

Ora locale 1ª manche:  

Ora locale 2ª manche:  

Pista: Sanki 

Legenda:
- DNS = non partiti (did not start)
- DNF = prova non completata (did not finish)
- DSQ = squalificati (disqualified)
- Pos. = posizione